# Ernst Baylon
Ernst Baylon fue un deportista austríaco que compitió en esgrima, especialista en la modalidad de florete. Ganó tres medallas en el Campeonato Mundial de Esgrima entre los años 1931 y 1937.

## Palmarés internacional
| Campeonato Mundial | Campeonato Mundial | Campeonato Mundial | Campeonato Mundial  |
| Año                | Lugar              | Medalla            | Prueba              |
| ------------------ | ------------------ | ------------------ | ------------------- |
| 1931               | Viena (Austria)    | Medalla de bronce  | Florete por equipos |
| 1933               | Budapest (Hungría) | Medalla de plata   | Florete por equipos |
| 1937               | París (Francia)    | Medalla de bronce  | Florete por equipos |